# Whymperia rufata
Whymperia rufata är en stekelart som beskrevs av Dmitriy R. Kasparyan och Ruiz-cancino 2005. Whymperia rufata ingår i släktet Whymperia och familjen brokparasitsteklar. Inga underarter finns listade i Catalogue of Life.